# لطائف الإشارات لفنون القراءات (كتاب)
لطائف الإشارات لفنون القراءات للشهاب القسطلاني من أعظم الكتب وأجلها لما يلي:
1. أنه حوى عصارة كتب المتقدمين، وخلاصة آراء المتأخرين.
2. أنه لم يدع قراءة متواترة إلا وذكرها مع توجيهها وتعليلها.
3. أنه جمع أشهر القراءات الشاذة.
4. أنه يعد موسوعة في علوم القرآن والقراءات.

أثر الكتاب فيما جاء بعده من تواليف، كـإتحاف فضلاء البشر للبنا الدمياطي وغيره.
وقد قسم المؤلف المادة العلمية في هذا الكتاب إلى مقدمة وقسمين رئيسيين وخاتمة، استوفى بها ذكر القراءات العشر والأربع الزائدة عليها، وما يتعلق بالقراءات من علوم، وأطال النفس في تحرير المسائل بقلم راسخ وفهم ثاقب.

## كتاب لطائف الإشارات ومؤلفه
اسم الكتاب: لطائف الإشارات لفنون القراءات.
ومؤلفه: شهاب الدين القسطلاني (ت: 923هـ).
الناشر: مجمع الملك فهد لطباعة المصحف الشريف.
التحقيق: مركز الدراسات القرآنية.

## نبذة عن مؤلف الكتاب
اسمه: شهاب الدين أبو العباس أحمد بن محمد بن أبي بكر القسطلاني المصري.

### مولده
ولد في مصر،: عام: 851 هـ. .

### نشأته
نشأ في القاهرة، وتوجه لطلب العلم وهو صغير، فحفظ القرآن وطلب العلم منذ نعومة أظفاره، فحفظ حرز الأماني في القراءات السبع، والعقيلة في الرسم، وشيئا كثيرا من طيبة النشر، والوردية في النحو، وقد كانت لديه العناية البالغة بعلم القراءات حتى إنه ضبط أصوله وفرشه قبل بلوغ الحلم.

### شيوخه
تلقى العلم عن الجم الغفير من العلماء، نذكر منهم:
1. عمر بن قاسم بن محمد أبو حفص النشار.
2. أحمد بن أسد الأميوطي.
3. عبد الغني بن يوسف الهيثمي المصري.

### تلاميذه
ولي مشيخة مقام أحمد بن أبي العباس الحراز بالقرافة الصغرى وأقرأ الطلبة، وكان يجتمع لديه الجم الغفير في درسه للوعظ، ولم تذكر لنا كتب السير والتراجم إلا النزر اليسير من تلاميذه، منهم:
1. بدر الدين الغزي، محمد بن محمد بن محمد، أبو البركات.
2. عمر بن أحمد بن علي بن محمود الحلبي.
3. جار الله محمد بن عبد العزيز بن عمر بن فهد المكي.[4]

## مؤلفاته
- العقود السنية في شرح المقدمة الجزرية.
- إرشاد الساري لشرح صحيح البخاري.
- لطائف الإشارات في علم القراءات.

## مكانته العلمية وثناء العلماء عليه
- قال عنه ابن إياس: «كان علامة في الحديث، وله شهرة طائلة بين الناس».
- وقال ابن العماد: «الحجة، الرُّحلة، الفقيه، المقرئ، المسند».

## وفاته
توفي بمصر ليلة الجمعة السابع من شهر الله المحرم عام ثلاثة وعشرين وتسعمائة من الهجرة.

## أهمية الكتاب
تتجلى قيمة الكتاب العلمية في الجوانب التالية:
1. أنه قد حوى عصارة كتب المتقدمين، وخلاصة آراء المتأخرين.
2. أنه لم يدع قراءة متواترة إلا وذكرها أصولا وفرشا مع توجيهها، والتعليل لها.
3. جمع الكتاب أشهر القراءات الشاذة، وهي القراءات الأربع الزائدة على العشر.
4. أنه يعد موسوعة في علوم القرآن والقراءات، فقد تضمن مسائل علم الرسم والعد والوقف وغيرها.
5. أثر الكتاب فيما جاء بعده من تواليف، كإتحاف فضلاء البشر للبنا الدمياطي وغيره.[1]

## توثيق نسبة الكتاب إلى مؤلفه
يمكن توثيق نسبة الكتاب للحافظ أبي العلاء من خلال ما يلي:
أولا: الشهرة والاستفاضة في نسبة كتاب لطائف الإشارات للقسطلاني.
ثانيا: جزم جماعة ممن ترجم للقسطلاني بنسبة الكتاب إليه، كالحاج خليفة والزركلي وكحالة.
ثالثا: النصوص الواردة عن القسطلاني في مؤلفاته الأخرى، والتي فيها ذكر كتاب اللطائف أو الإحالة إليه.

## منهج المؤلف في الكتاب
قسم المؤلف المادة العلمية في هذا الكتاب إلى مقدمة وقسمين رئيسيين وخاتمة:
أما المقدمة، فقد كانت حافلة بذكر جملة من المواضيع: كالقرآن والمكي والمدني، والأحرف السبعة وتراجم القراء وطرقهم وغيرها.
وعنون للقسم الأول بعنوان: الوسائل: وجعله في سبعة أجزاء هي:
الأسانيد، وعلم العربية، والوقف والابتداء، والفواصل، ومرسوم الخط، والاستعاذة، والتكبير.
وعنون للقسم الثاني بعنوان: المقاصد: وجعله على قسمين، هما:
1. الأصول: وأدرج فيه 26 مبحثا، اشتملت على أبواب أصول القراء كلها.
2. الفرش: حيث أورد فرش الحروف بحسب ترتيب سور القرآن وآياته.

ثم ختم المؤلف كتابه بخاتمة حسنة  في آداب ختم القرآن وما يتعلق به من مباحث.

## من مزايا الكتاب
1. أنه استوفى القراءات العشر المتواترة من طريق الطيبة والنشر، والأربع الزائدة عليها.
2. أن المنهج الذي اتبعه المؤلف في تصنيف الكتاب منهج فريد لم يسبق إلى مثله.
3. أن الكتاب يعتبر موسوعة شاملة لعلوم القراءات وفنونها.
4. طول نفس المؤلف في دراسة المسائل وتحريرها، وحسن جمعها وترتيبها.
5. تنوع مصادر الكتاب وتعددها، فجاء كالخلاصة لما هو مدون في أمهات كتب القراءات والتفسير واللغة والسيرة والفقه وأصوله والتراجم.